# 尖棘擬拉格鮡
尖棘擬拉格鮡，為輻鰭魚綱鯰形目骨鮡科的其中一種，為熱帶淡水魚類，分布於亞洲印度、孟加拉Surma-Meghna河流域，棲息在底層水域，生活習性不明。

## 扩展阅读
維基物種上的相關：尖棘擬拉格鮡